# Olaf Kracht
Olaf Kracht-van de Schans (* 27. April 1963) ist ein ehemaliger deutscher Fernsehmoderator.

## Leben
Nach dem Abitur 1982 studierte er für ein Semester Volkswirtschaft. Nach seiner Exmatrikulation arbeitete er als Volontär beim Münchner Merkur, bis er 1986 zu RTL plus ging, wo er nach einem Monatspraktikum Nachrichtenredakteur wurde. Kurze Zeit später wurde Kracht Vizechef der Auslandsredaktion. Von 1989 bis 1994 moderierte er diverse Realityformate bei RTL plus/RTL wie Auf Leben und Tod, Augenzeugen-Video oder Explosiv – Der heiße Stuhl. Nach dem Ausscheiden bei RTL moderierte er auf VOX ein Reisemagazin, das nach wenigen Folgen eingestellt wurde. Danach zog er sich aus dem Fernsehgeschäft zurück.
Heute leitet Kracht-van de Schans eine Werbeagentur in Mülheim an der Ruhr, die er gemeinsam mit seiner Frau gegründet hat.

## Auszeichnungen
- 1990 – Goldener Gong für Explosiv – Der heiße Stuhl, gemeinsam mit Ulrich Meyer

## Belege
1. ↑  Auf Schatzsuche mit Olaf Kracht. In: Berliner Kurier. 20. Oktober 1996, abgerufen am 19. August 2015.
2. ↑  Offizielle Webpräsenz von OK! Kommunikation; abgerufen am 8. August 2025

| Personendaten    | Personendaten              |
| ---------------- | -------------------------- |
| NAME             | Kracht, Olaf               |
| ALTERNATIVNAMEN  | Kracht-van de Schans, Olaf |
| KURZBESCHREIBUNG | deutscher Fernsehmoderator |
| GEBURTSDATUM     | April 1963                 |